# Pirmasens
Pirmasens é uma cidade da Alemanha localizada no estado da Renânia-Palatinado.
Pirmasens é uma cidade independente (Kreisfreie Städte) ou distrito urbano (Stadtkreis), ou seja, possui estatuto de distrito (kreis).

## Galeria de imagens

Pirmasens
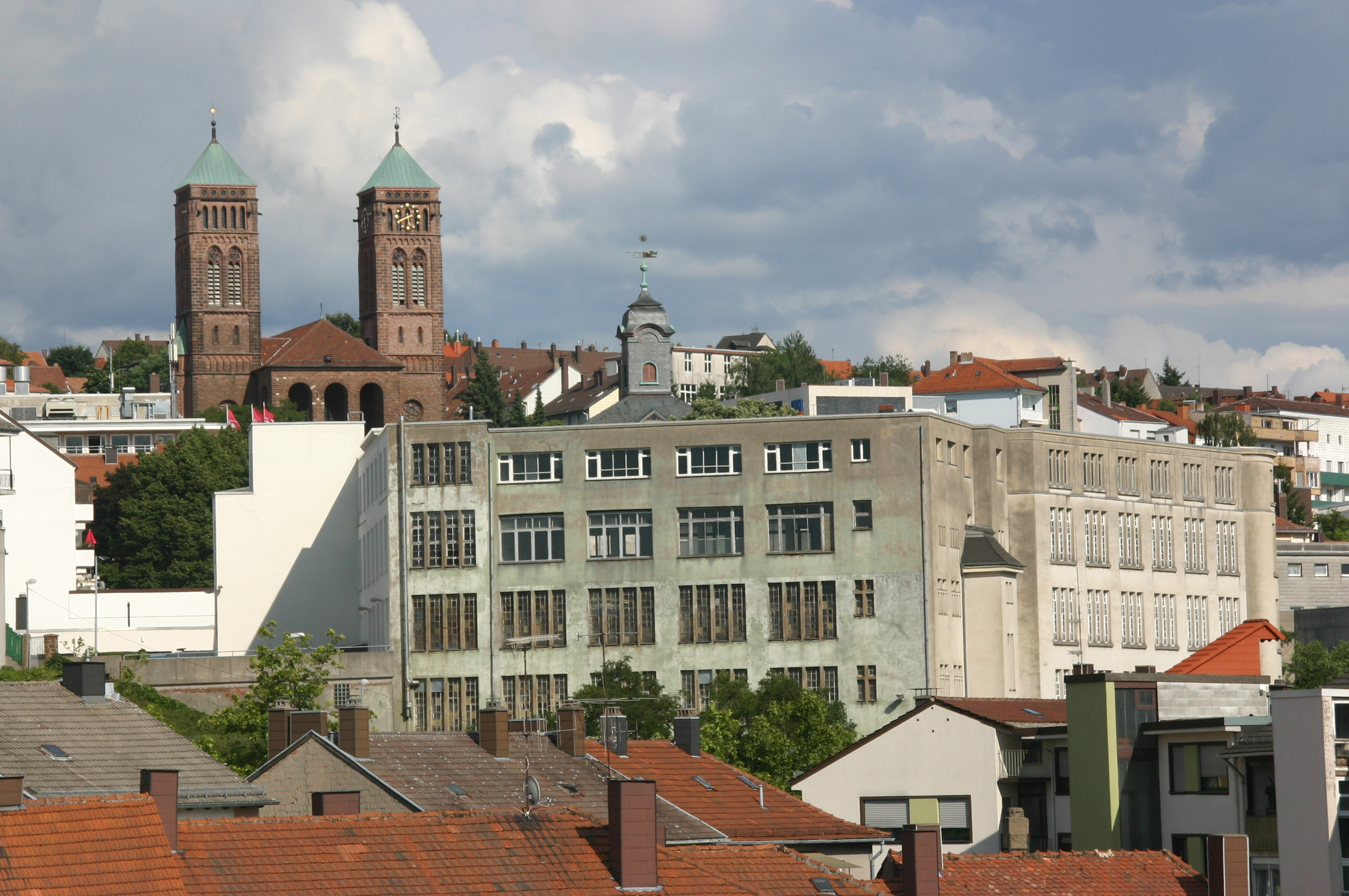
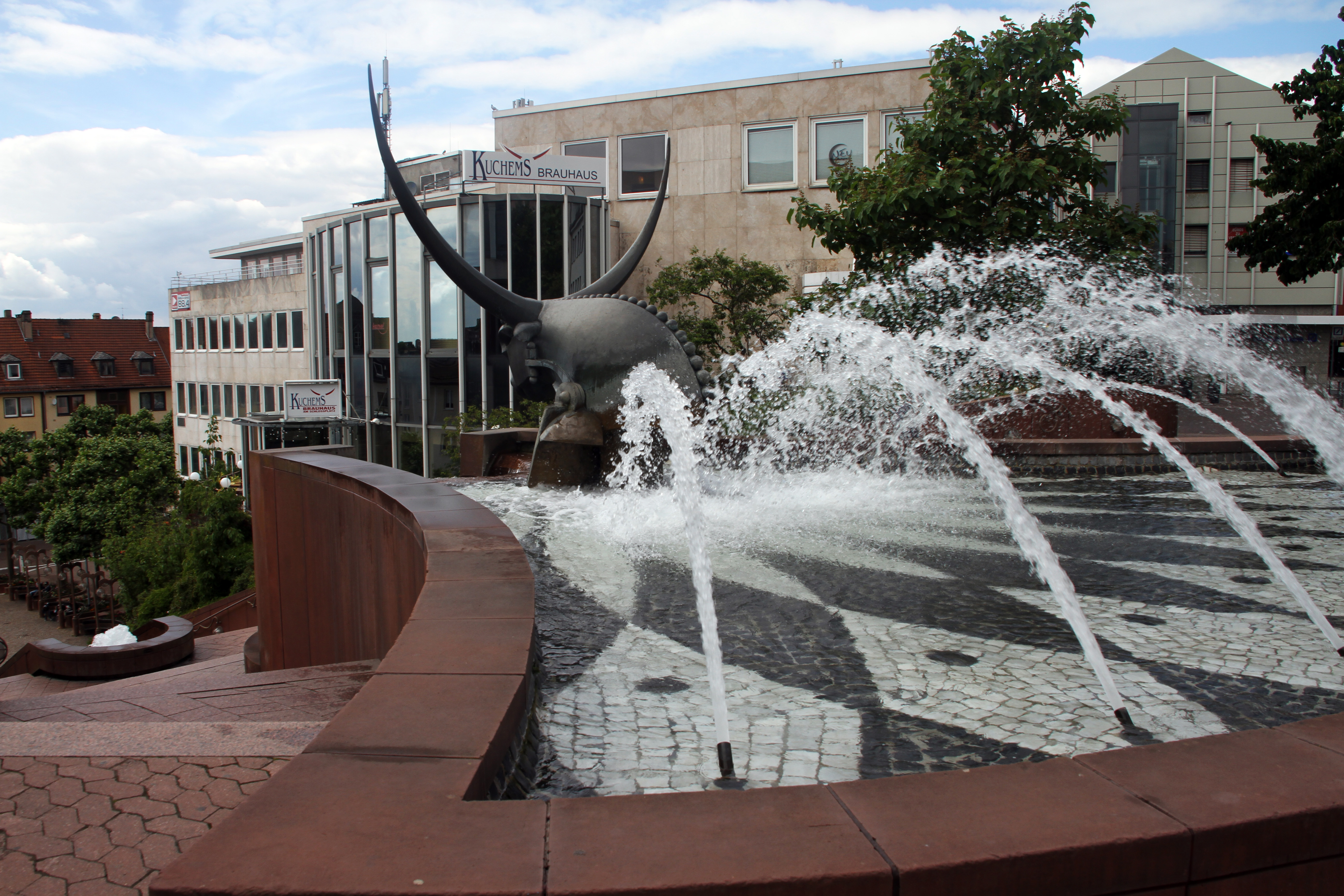
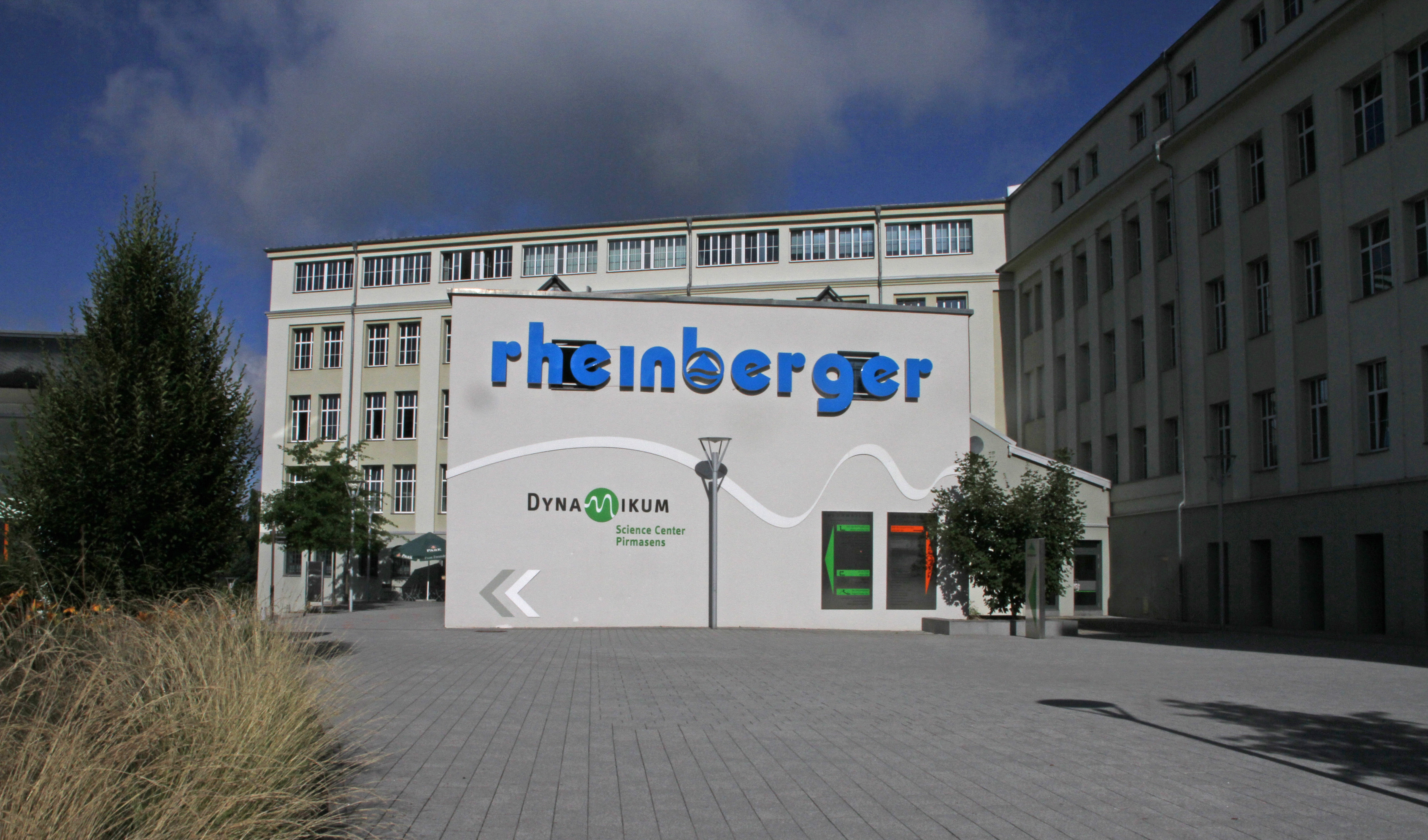
Dynamikum
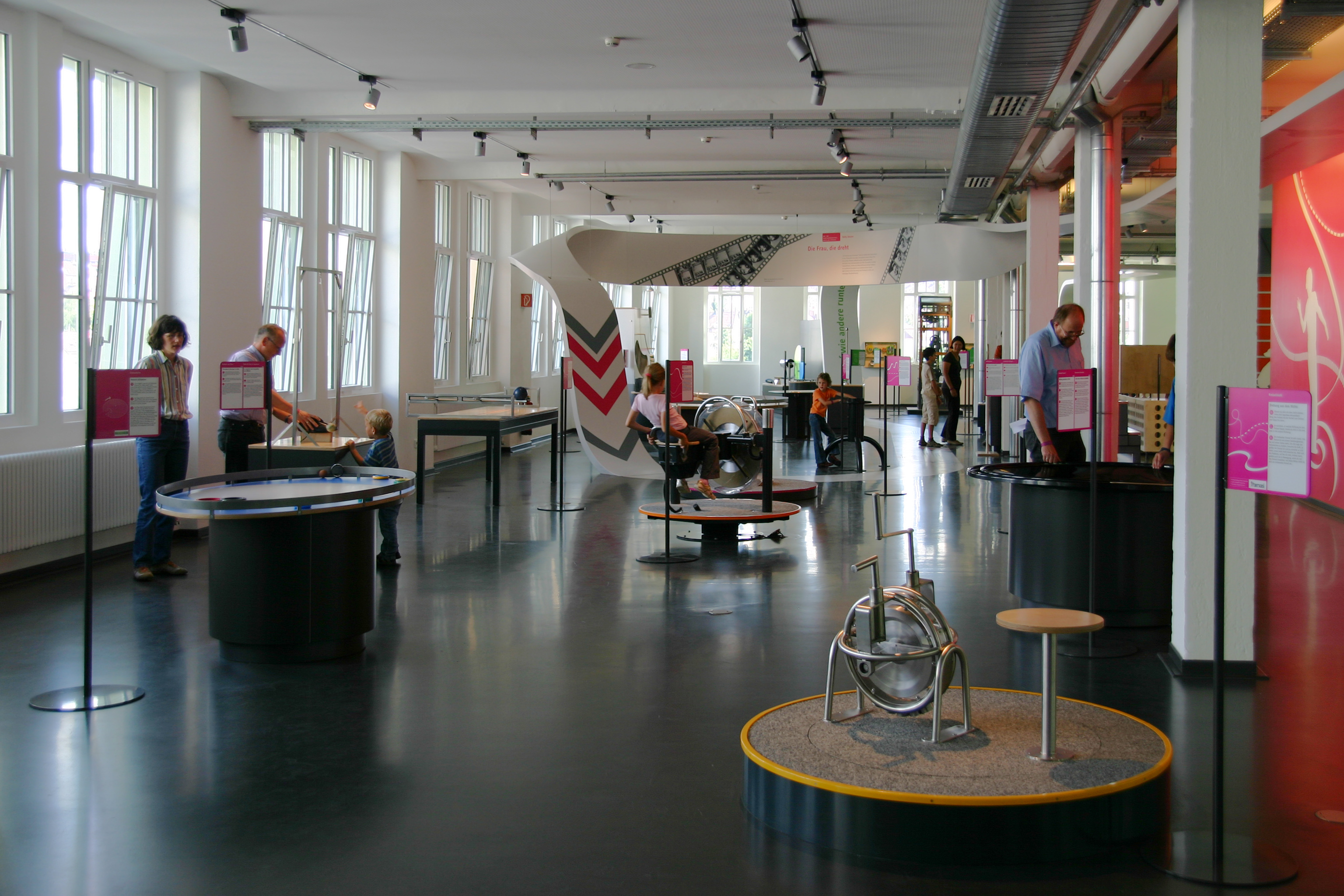
Dynamikum
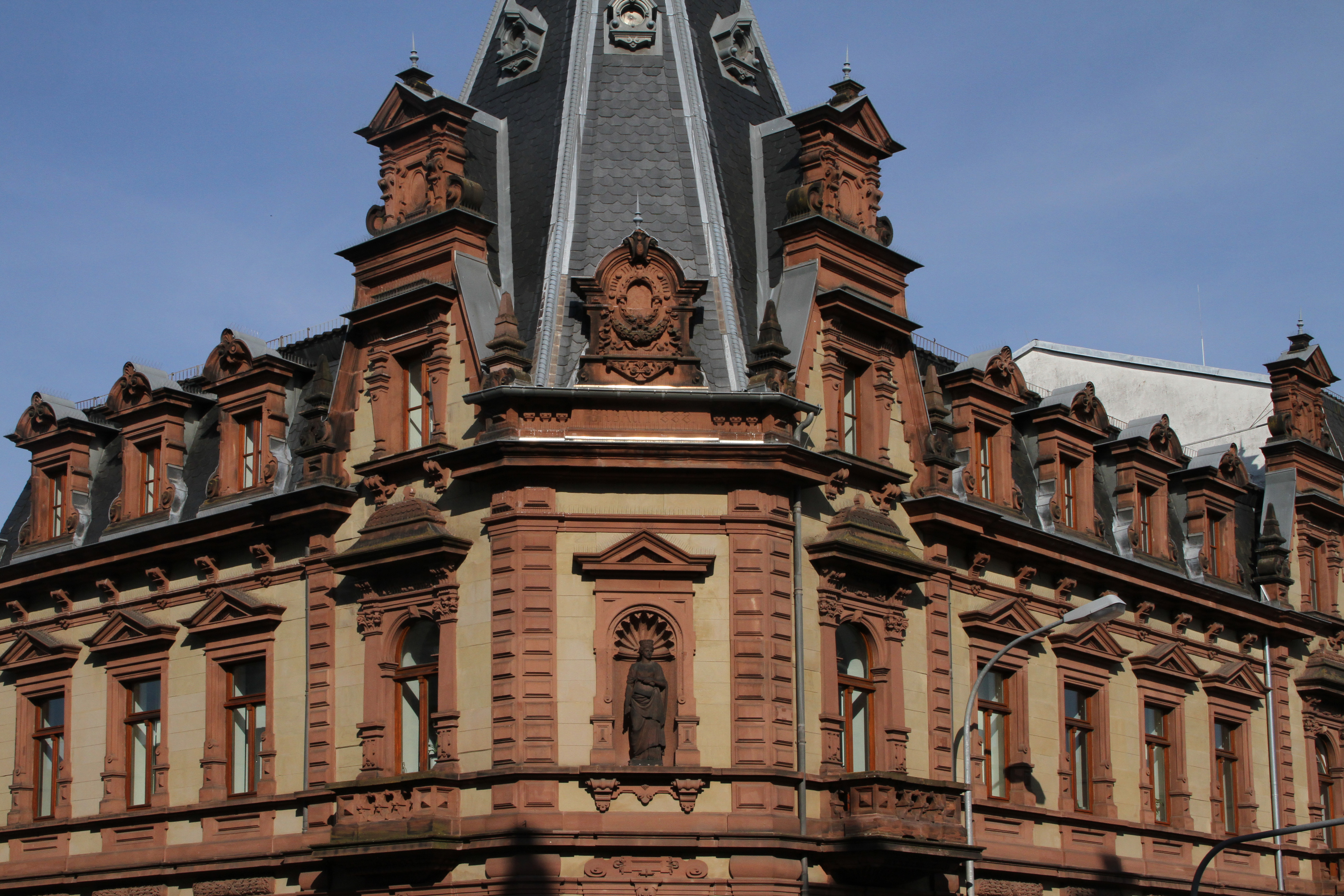
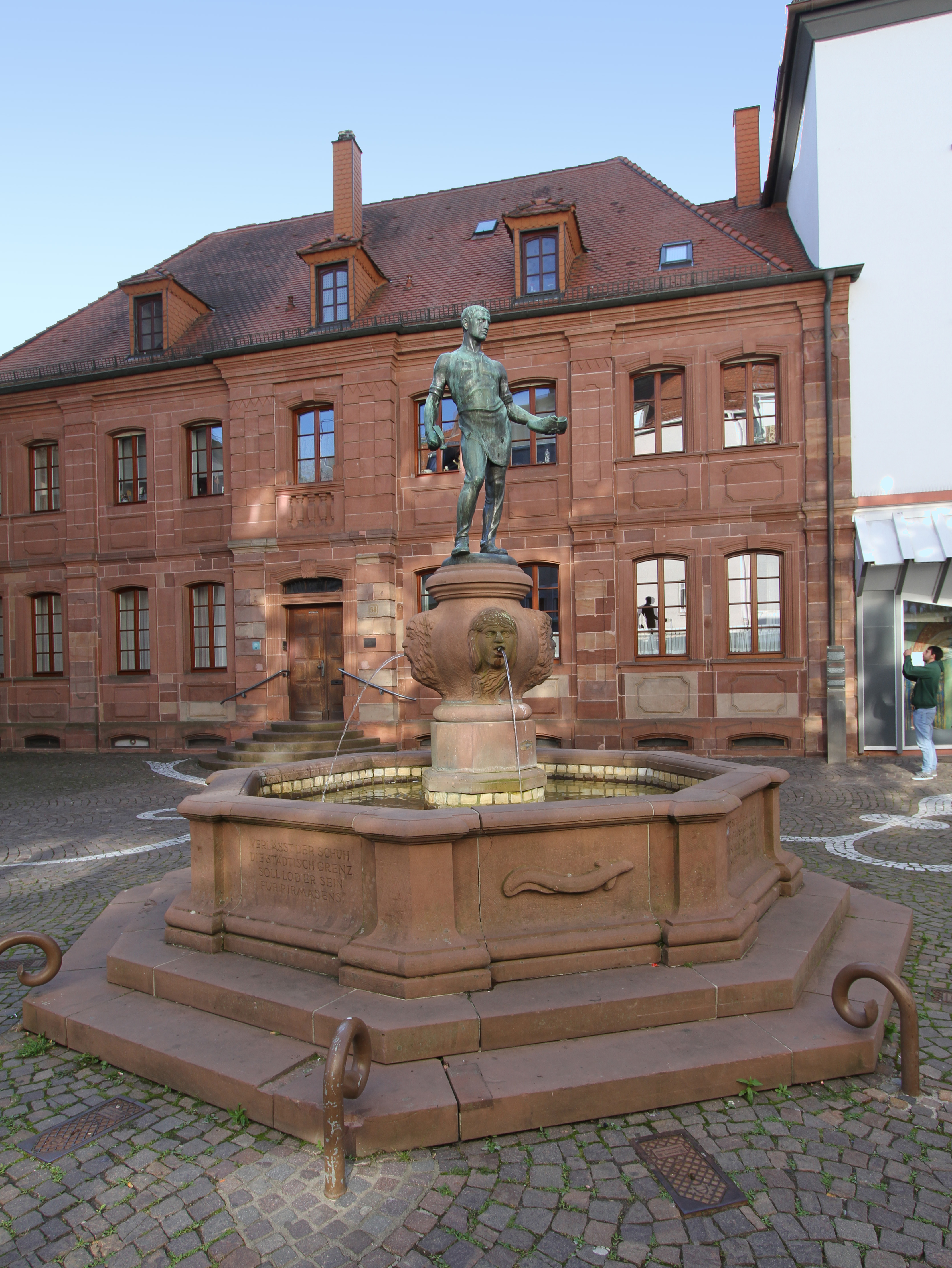
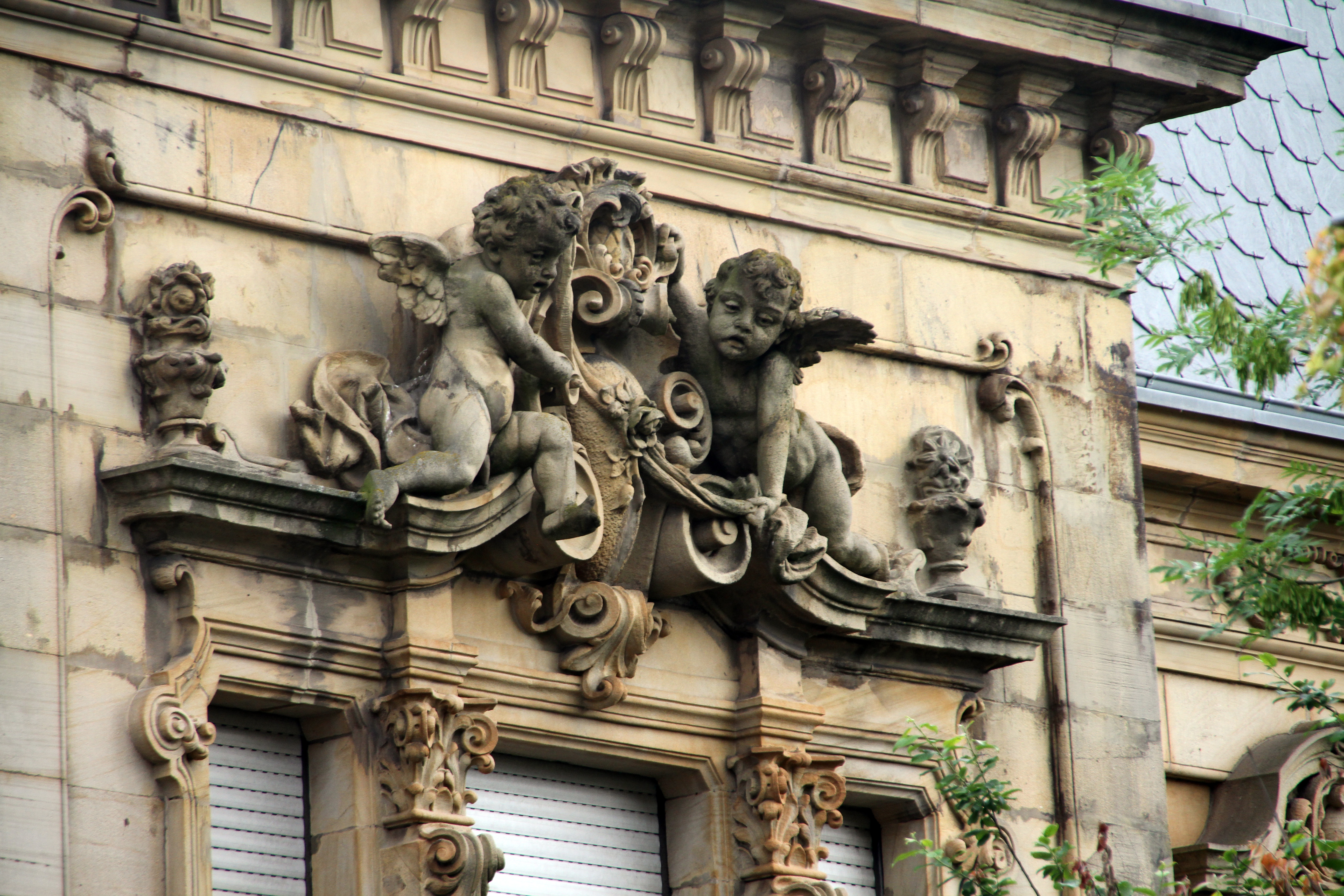
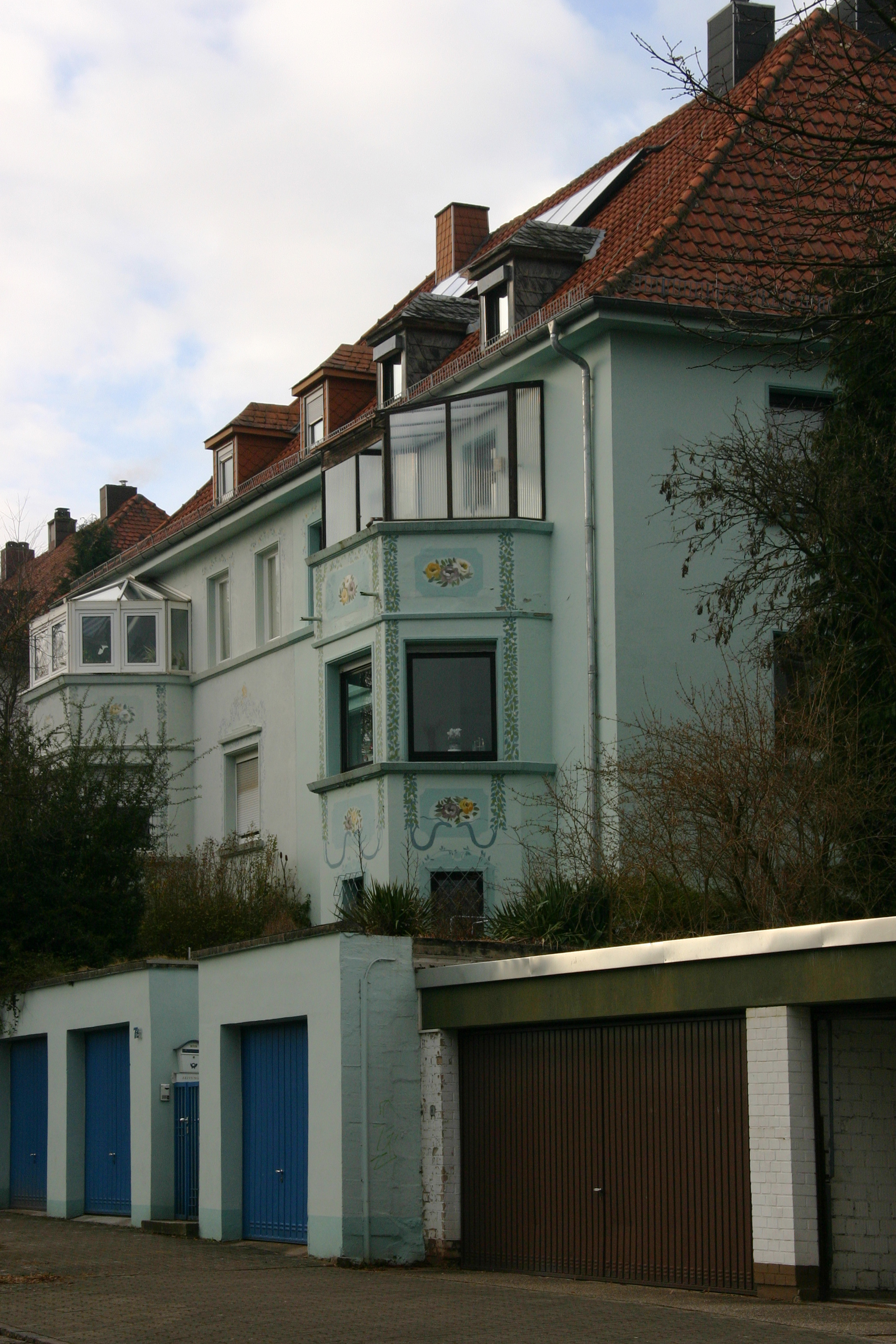
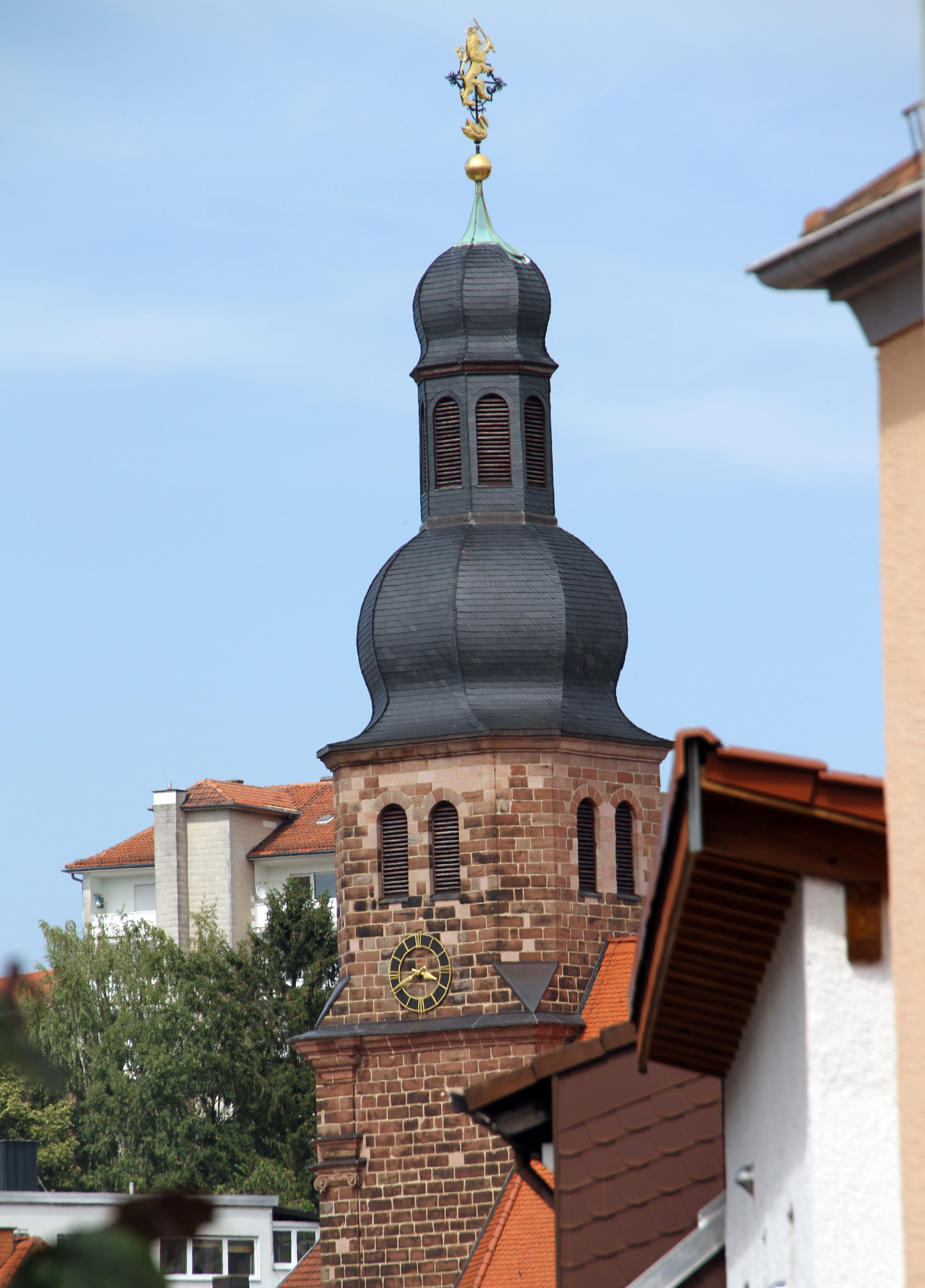
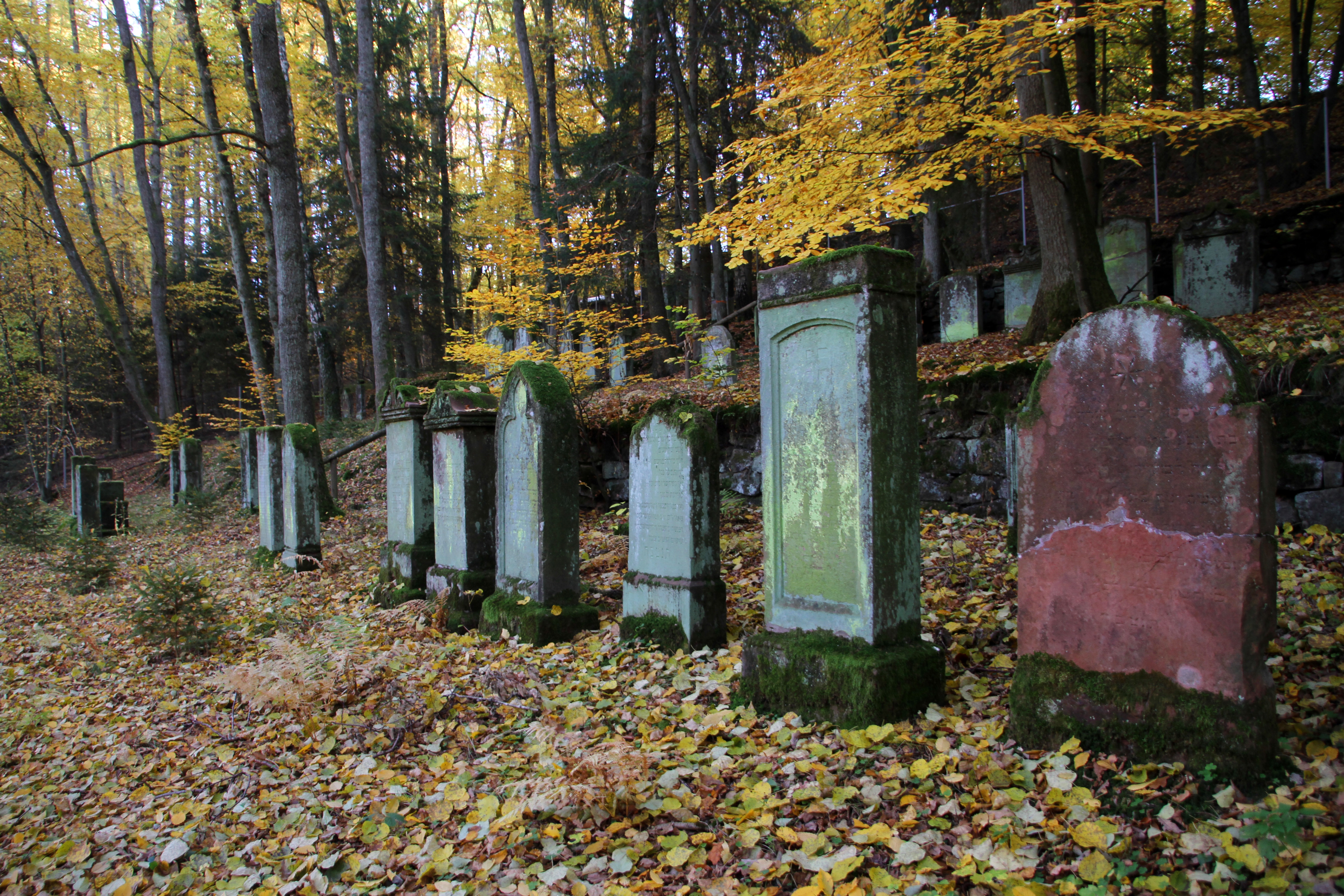